# Quello che non so di te
Quello che non so di te (Finding You) è un film del 2021 diretta da Brian Baugh.
Commedia romantica tratta dal libro del 2011 There You'll Find Me di Jenny B. Jones. Il film ha come protagonisti Rose Reid, Jedidiah Goodacre, e Katherine McNamara.

## Trama
Dopo una sfortunata audizione presso un prestigioso conservatorio di musica di New York, Finley Sinclair si reca in un villaggio costiero in Irlanda per iniziare un semestre di studio all'estero. Lì incontra la star del cinema rubacuori Beckett Rush, che sta girando l'ultima puntata di una serie fantasy medievale in cui è il protagonista. Inizia così un'improbabile storia d'amore fra i due ragazzi, provenienti da due realtà molto diverse e difficilmente compatibili.

## Produzione
Il film è stato girato in Irlanda, a Dublino e nei dintorni della città. Le riprese si sono svolte anche a New York, Los Angeles e Nashville. Nel settembre 2020, è stato annunciato che Roadside attractions aveva acquisito i diritti di distribuzione cinematografica negli Stati Uniti del film, che provenivano da Red Sky Studios, Nook Lane Entertainment e MK1 Studios.

## Distribuzione
È uscito negli Stati Uniti il 14 maggio 2021, mentre in Italia il film  ha esordito il 10 giugno dello stesso anno.

## Accoglienza

### Incassi
Quello che non so di te ha incassato 1 milione di dollari nel suo weekend di apertura. Il film ha incassato 323000 $ da 1.314 sale nel suo primo giorno di uscita e 954.000$ durante il suo weekend di apertura.

### Critica
Su Rotten Tomatoes, il 65% delle critiche di professionisti sono positive. L'audience su PostTrak ha dato al film il 71% di punteggio positivo, con il 46% che consiglia la visione del film.